# Conflicto de Alaris Prime

## Descripción
La Guerra de Alaris Prime es un conflicto ficticio del universo de la Guerra de las Galaxias que enfrentó a los wookiees y a la Federación de Comercio por el control de la primera luna del planeta Alaris. Tuvo lugar los años 33 y 32 antes de la batalla de Yavin. Ese mismo año 32 se libró la batalla de Naboo, por lo que el conflicto de Alaris Prime sirvió de entrenamiento para los ejércitos droides de la Federación de Comercio. Alaris Prime, que aparece por primera vez en el videojuego de ordenador Star Wars: Galactic Battlegrounds, ha sido la ubicación de varios acontecimientos importantes antes y durante de las Guerras Clon.

## Colonización wookiee
Aldeanos y guerreros wookiees del planeta Kashyyyk a bordo del Thalmussen fueron capaces de colonizar la primera luna del planeta Alaris y establecer un puesto avanzado provechoso de influencia galáctica. A pesar de que contaron con la ayuda del Maestro Jedi Qui-Gon Jinn, la tarea no fue fácil.

### Primeros problemas
El primer problema descubierto con este mundo fue la población local de feroces gundarks. Estas bestias salvajes eran muy comunes sobre Alaris Prime y forzaron a los wookiees a destruir muchas de sus jerarquías antes de que la exitosa colonización iniciara. En una de esas misiones los wookiees descubrieron droides de batalla de la Federación de Comercio, que también intentaban deshacer la jerarquía gundark local. Cuando los droides de la Federación de Comercio se volvieron hacia los wookiees, los líderes de los colonizadores, Attichitcuk y su hijo Chewbacca, idearon un plan de acción para ahuyentar la ilegal presencia de la Federación. La pequeña guerra incluyó varios pequeños conflictos, el más significativo de los cuales son:

### Batallas en la Guerra de Alaris Prime
La escaramuza en Nuevo Wroshyr fue la primera batalla sobre Alaris Prime. Nuevo Wroshyr, la capital de Alaris Prime tras la colonización wookiee, era una ciudad clave en la lucha contra los primitivos, aunque mortales, gundarks. Después de que una brigada wookiee se encontró con una jerarquía de gundarks, fueron emboscados por droides de la Federación de Comercio que pudieron rechazar.
La emboscada en Wok fue el segundo conflicto principal de la guerra. Aunque muy breve, fue un duro golpe muy potente al mando wookiee, ya que su líder principal, Attichitcuk, fue herido de gravedad en el combate. Sin embargo, gracias al empleo de poderosa tecnología médica por los wookiees, Attichitcuk se pudo recuperar.
El sitio del Puesto Avanzado D de la Federación de Comercio, punto de inflexión de la guerra. Cerca de la ciudad Wok se encontraba el denominado por los wookiees "Puesto Avanzado D", lugar donde se producían droides de batalla. Chewbacca lideró el ataque sobre el centro, que tuvo gran éxito. Sin embargo, la Federación de Comercio todavía no consentía la derrota con este golpe de mutilación.
La batalla de Nuevo Wroshyr fue en realidad un ataque relámpago cerca de un puesto avanzado cercano a la ciudad New Wroshyr en la cual varios transmisores de Federación del Comercio mantenían la llave de las operaciones wookiees. La Federación de Comercio intentó erigir de nuevo transmisores en un área diferente, pero no lo consiguió.

## Batalla por Alaris Prime
La batalla por Alaris Prime fue el conflicto que terminó la Guerra Alaris Prime. Los bien entrenados y bien organizados ejército, marina y fuerza espacial wookiee atacaron simultáneamente la estación principal de actividad de la Federación de Comercio sobre Alaris. Después de que las fuerzas de ejército y navales satisfactoriamente destruyeron las fuerzas antiaérea de la Federación de Comercio, las fuerzas aéreas barrieron los escombros del establecimiento y destruyeron todas las instalaciones de producción. Los wookiees fueron ayudados por algunos caballeros Jedi, entre los que estaba el Maestro Qui-Gon Jinn. Después de esta derrota aplastante, la Federación de Comercio retiró todas sus unidades de Alaris Prime y se retiró a un cercano puesto avanzado cercano, después de lo cual los ejércitos que quedaron fueron restaurados y enviados a las estaciones espaciales de la Federación de Comercio que, por aquella época, comenzaban a bloquear el planeta Naboo. El conflicto en Alaris podría haber sido considerado como una amplia prueba de las malas intenciones de la Federación de Comercio, sin embargo, debido a la ineficacia del corrupto Senado de la República galáctica, las acciones de la Federación de Comercio pasaron desapercibidas relativamente.
- Datos: Q8461729